# カルチャー (バンド)
カルチャー（Culture）は、1976年に結成されたジャマイカのルーツロックレゲエバンド。結成直後の短期間はアフリカン・ディサイプルズ（African Disciples）の名義で活動していた。
メンバーはリードボーカルのジョゼフ・ヒル（Joseph Hill）と二人のバッキングボーカル、アルバート・ウォーカー（Albert Walker）、ケネス・デイズ（Kenneth Dayes）からなる三人組。
結成後まもなく、"マイティ・ツー"…プロデューサーのジョー・ギブスとエンジニアのエロール・トンプソンの二人と仕事をするようになる。このギブス・スタジオ時代にブラック・ディサイプルズ名義で複数枚のシングルを録音し、これらはバンド名をカルチャーに変更した後、デビューアルバム『ツー・セブンス・クラッシュ』へと収録される事になる。このデビューアルバムはジャマイカ盤、アメリカ盤、イギリス盤などが各国で発売され、1977年にジャマイカのベスト・アルバム賞に選ばれている。
ギブスと共に成功を収めたカルチャーは、その後プロデューサーのソニア・ポティンガーと共に数枚のアルバムを連続して制作する。そしてロビー・シェイクスピア、スライ・ダンバー、アンセル・コリンズ、セドリック・ブルックスらのミュージシャンや専属のパーカッショニスト達と共に演奏するようになっていく。ヴァージン・レコードからもアルバムを販売し、ジャマイカ外にも大きな影響を与えた。五つ星レビューを集めた『ローリング・ストーン・レコード・ガイド』もカルチャーの評価に影響を与えている。
1982年になると、三人はそれぞれの道を行く事になる。ジョゼフ・ヒルはカルチャーの名を使い続け、アルバム『ライオン・ロック』を録音し、米ハート・ビートから発売する。部分的にウォーカーとデイズがレコーディングした曲も複数あり、その中のいくつかはアルバム『ルーツ・アンド・カルチャー』に収録されている。1986年に『カルチャー・イン・カルチャー』と『カルチャー・アット・ワーク』にオリジナルとして再録された。この期間、カルチャーは年に一度のアルバムや無数のツアーなどで、非常に多忙な時期となった。アメリカのシャナキー・レコードは新旧カルチャーの流れを手堅くまとめたアルバム『ウィングス・オブ・ア・ダヴ』を1992年に発売した。
カルチャーの看板的存在だったジョゼフ・ヒルが、ツアー中のドイツで2006年8月19日に死去。その後はジョー・ヒルの息子ケニヤッタ・ヒルがバンドと共に歌っている。

## ディスコグラフィ
- Two Sevens Clash (1977)
- Baldhead Bridge (1978)
- Africa Stand Alone (1978)
- Harder Than the Rest produced by Sonia Pottinger (1978)
- Culture in Dub: 15 Dub Shots (1978)
- Cumbolo produced by Sonia Pottinger (1979)
- International Herb produced by Sonia Pottinger (1979)
- More Culture aka "Innocent Blood" (1981)
- Lion Rock (1982)
- Culture at Work (1986)
- Culture in Culture (1986)
- Nuff Crisis (1988)
- Good Things (1989)
- Three Sides to My Story (1991)
- Wings of a Dove (1992)
- Trod On produced by Sonia Pottinger (1993)
- One Stone (1996)
- Stoned (Ras, 1997)
- Trust Me (1997)
- Cultural Livity: Culture Live '98 (Live) (1998)
- Payday (2000)
- Humble African (2000)
- Scientist Dubs Culture into a Parallel Universe (2000)
- Live in Africa (2002)
- Live in Negril (2003)
- World Peace Rounder (2003)

### コンピレーション
- Vital Selection (1981)
- Too Long in Slavery produced by Sonia Pottinger (1989)
- Production Something(1998*Recorded - 1978/79)
- 17 Chapters of Culture (1992)
- Ras Portraits